# 天主教瓦利菲爾德教區
天主教瓦利菲爾德教區（拉丁語：Dioecesis Campivallensis）是加拿大一個羅馬天主教教區，屬蒙特利爾總教區。1892年4月5日升為教區。
教區位於魁北克蒙泰雷吉，座堂位於薩勒伯里-德-瓦利菲爾德。2010年有教友201,000人，佔轄區總人口73.9%。教區下轄廿六個堂區，有七十三名司鐸。現任教區主教為諾厄爾·西馬。